# Дзета Малого Пса
Дзета Малого Пса (ζ CMi / ζ Canis Minoris) — бело-голубой яркий гигант в созвездии Малого Пса с видимой звёздной величиной 5,16. Невооружённым глазом видна в ясную ночь людям с хорошим зрением. Расстояние до Земли составляет около 780 световых лет.